# Salat (Fluss)
Der Salat ist ein Fluss im Pyrenäenvorland in Südfrankreich, der in den Départements Ariège und Haute-Garonne in der Region Okzitanien verläuft.

## Verlauf
Der Salat entspringt auf der Nordseite der Pyrenäen im Gemeindegebiet von Couflens; der Quellbereich Les Neuf Fontaines liegt nahe der Ortschaft Salau in ca. 1015 m Höhe. Der Fluss entwässert generell in nördlicher Richtung und mündet nach rund 75 km bei Roquefort-sur-Garonne als rechter Nebenfluss in die Garonne.

## Orte am Fluss
- Couflens
- Seix
- Oust
- Saint-Girons
- Saint-Lizier
- La Bastide-du-Salat
- Mane
- Salies-du-Salat
- Mazères-sur-Salat
- Roquefort-sur-Garonne